# Future plc
Future plc ist ein britisches Medienunternehmen mit Publikationen in Großbritannien, Australien und den Vereinigten Staaten. Es verlegt über 200 Zeitschriften in den Bereichen Computerspiele, Technik, Automobil, Fahrradsport, Film und Fotografie und erreicht nach eigenen Angaben monatlich 50 Millionen Kunden (Stand: Geschäftsbericht 2012). Future verlegt unter anderem im englischsprachigen Raum die offiziellen Computerspielmagazine der drei Konsolenhersteller Sony, Microsoft und Nintendo. Das Unternehmen ist im FTSE 250 Index an der London Stock Exchange gelistet.

## Unternehmensgeschichte

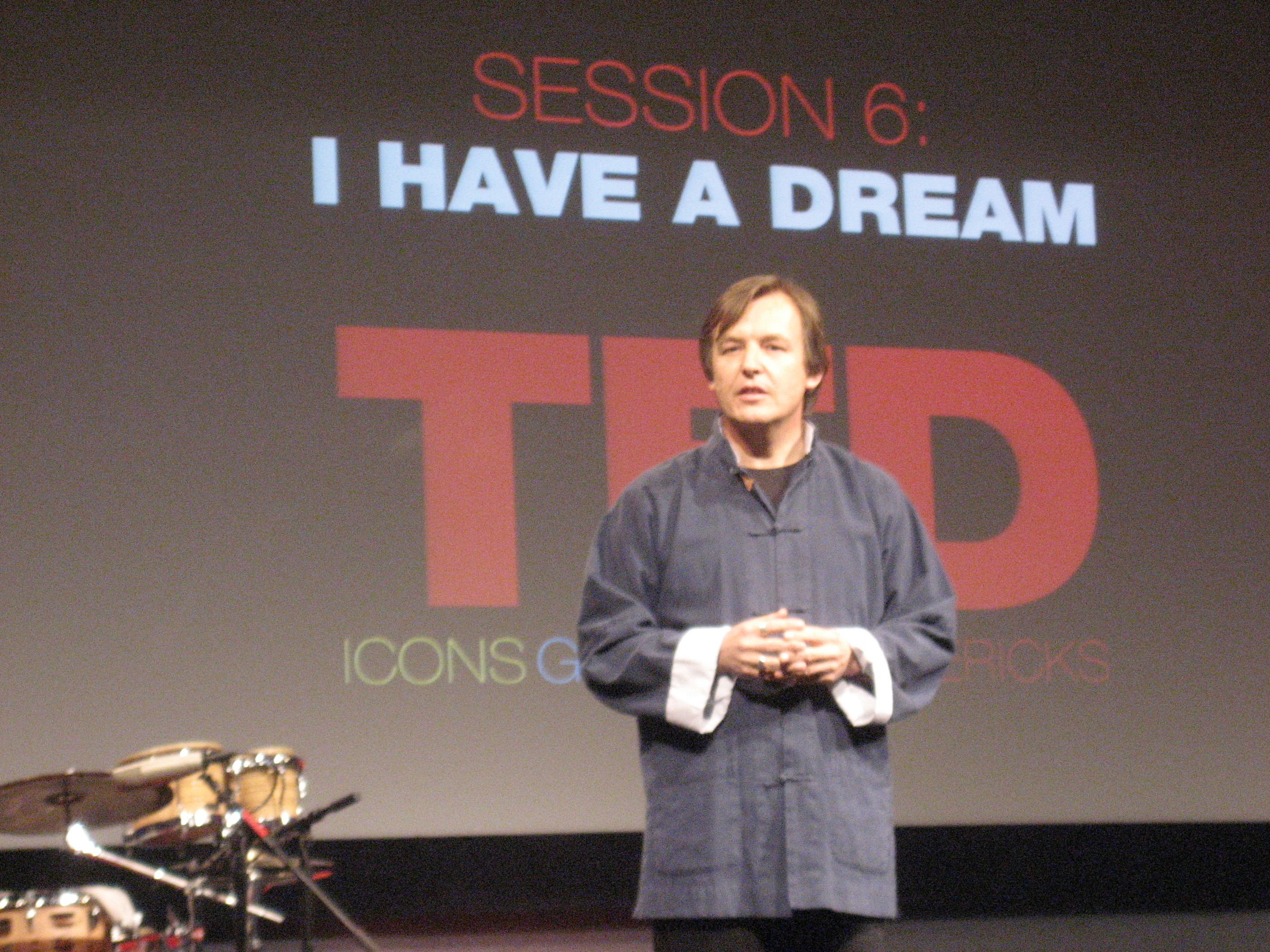
Future-Gründer Chris Anderson, 2007

Das Unternehmen wurde 1985 unter dem Namen Future Publishing Chris Anderson in Somerton (Somerset) gegründet. Zu diesem Zeitpunkt verlegt die Firma ausschließlich das Magazin Amstrad Action. Als erste Zeitschrift lieferte sie Kassetten mit Software mit.
1994 verkaufte Anderson Future für 52,7 Millionen britische Pfund an Pearson plc, kaufte das Unternehmen 1998 zusammen mit Future-Geschäftsführer Greg Ingham und Apax Venture Partners für 142 Millionen britische Pfund wieder zurück. 2001 verließ Anderson Future.

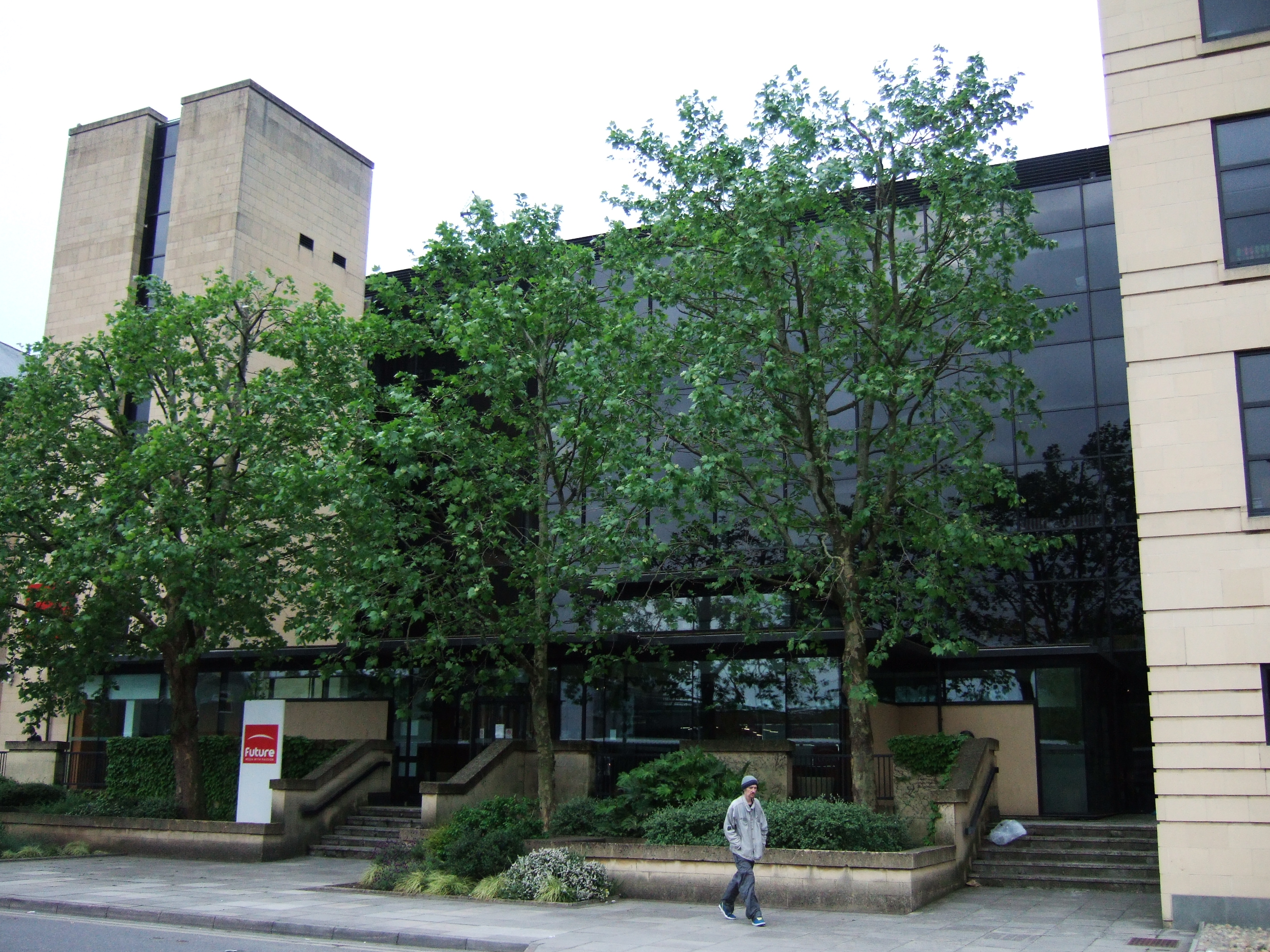
Future-Büro in Bath

In Deutschland war Future über den Future-Verlag in München vertreten. 1999 erwarb Future Publishing mit der Weka Consumer Medien unter anderem die Computerspielzeitschriften Power Play, Video Games, Das offizielle PlayStation Magazin und PC Player. Im April 2001 stellte Future aufgrund der Verluste seiner deutschen Tochter sämtliche Aktivitäten auf dem deutschen Markt ein, der Future-Verlag wurde aufgelöst und zahlreiche Zeitschriften eingestellt.
2006 war Future der sechstgrößte Verlag Großbritanniens. Im November 2009 gab Future für das Fiskaljahr endend am 30. September 2009 einen Gewinnrückgang um 61 % von 9,5 auf 3,7 Millionen britische Pfund bekannt.  Future begründete dies mit Problemen auf dem US-Geschäft, das von einem generellen Rückgang beim Anzeigenmarkt betroffen war. Im März 2010 kündete Future an, dass das Unternehmen die mögliche Wiederbelebung der TV-Sendung Games Master prüfe. Die Computerspielsendung lief ursprünglich von 1992 bis 1998, der Magazinableger wurde weiterhin verlegt.
Im Januar 2012 verkaufte Future seine Musikformate in den USA, einschließlich der Zeitschriften Guitar World und Revolver, für 3 Millionen US-Dollar an New Bay Media. Im April 2013 wurde der Verkauf eines Großteils der britischen Musikformate für 10,2 Millionen britische Pfund an das Unternehmen Team Rock abgeschlossen.

## Publikationen
Ausgewählte Publikationen sind für Großbritannien beispielsweise Edge, PC Gamer (auch auf dem US-Markt) und SFX, sowie die Website Gizmodo.

## Eingestellte Publikationen
Eingestellte Publikationen sind für Großbritannien beispielsweise die PC Zone und Total! und für Deutschland beispielsweise PC Player, Power Play und Video Games sowie die Website powerplay.de.